# Perspectiefzicht met portiek

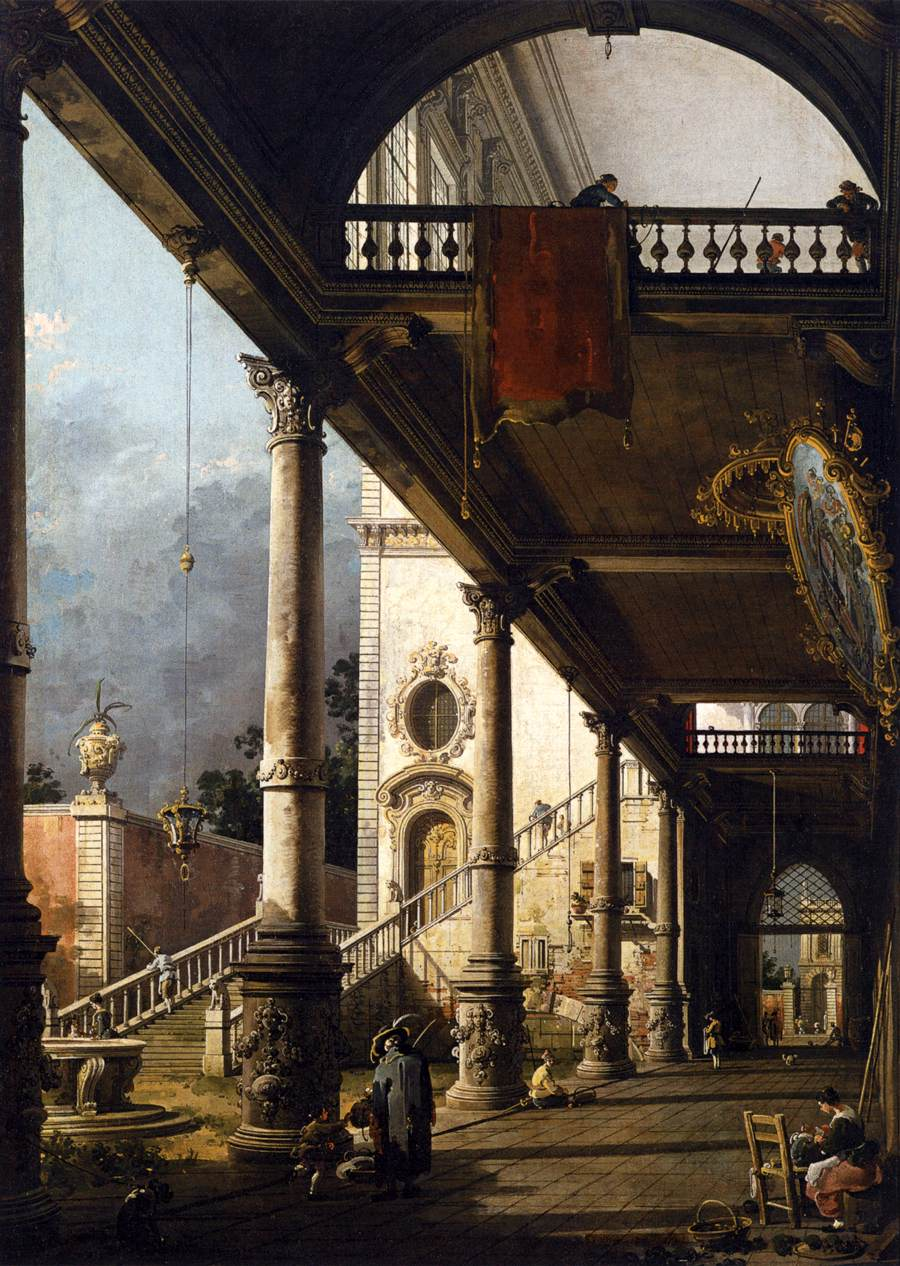
Perspectiefzicht met portiek

Het Perspectiefzicht met portiek (Italiaans: Prospettiva con portico) is een schilderij (1765) van Giovanni Antonio Canal, bijgenaamd Canaletto. 
Het doek is een olieverf-op-doek en meet 131 cm x 93 cm.
Het onderwerp is een fictief paleis in rococostijl. Niet alleen de portiek maar het hele paleis is in perspectief geschilderd. Het verdwijnpunt van het perspectiefzicht ligt boven het hoofd van de dame rechts op het doek. 
Het doek hangt in de Gallerie dell’Accademia in Venetië, Italië. Canaletto beloofde aan de Accademia di Belle Arti op het moment dat hij werd toegelaten (1763), een schilderij van zijn hand. Hij voltooide twee jaar later het doek en schonk het aan de Accademia waar het sindsdien in bezit gebleven is. 